# Enrique Lorichón
Henri Lorichon Jompy, españolizado como Enrique Lorichón o Lorichon (Belabre, ¿1798? -  d. de 1861) fue un fotógrafo francés asentado en España, uno de los primeros en los tiempos de la daguerrotipia.

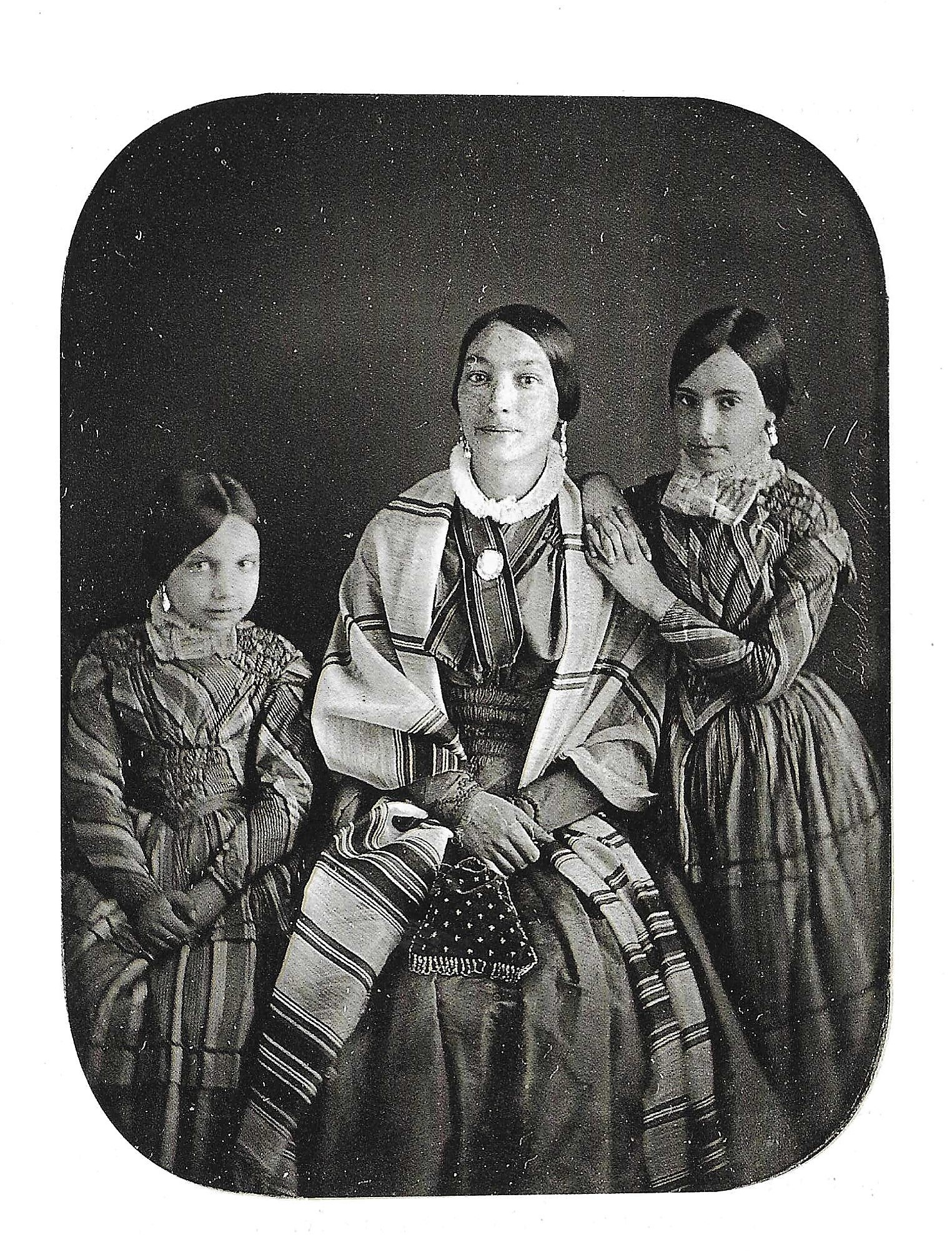
Daguerrotipo, Enrique Lorichon, ca. 1850

## Biografía
Primero se dedicó como pintor al retrato en miniatura. En 1827 estaba en Bruselas y allí nació su hijo Eugenio, que será compañero de su trabajo y su sucesor. El 25 de abril de 1841 se anunciaba en El Constitucional de Barcelona como "retratista en miniatura" y entre 1848 y 1849 se documentan sus primeros daguerrotipos, todavía en Barcelona. Aparece con su hijo en Málaga el 9 de marzo de 1853, cuando un periódico anuncia sus “Retratos fotográficos a 20 reales y más según sus tamaños, por Mr. E. Lorichon, calle S. Juan de Dios, nº 14”, anuncios que se repiten hasta 1860 y con los que rivalizan con el otro fotógrafo de la ciudad, el Conde de Lipa. Tras realizar sus retratos, los coloreaban como si fueran miniaturas. Durante este lapso viaja también a diversas ciudades españolas (Barcelona, etc.) para hacer daguerrotipos dejando el taller en manos de su hijo Eugenio Lorichon Morelle. El negocio les va bien, hasta el punto de que lo van trasladando cada vez a lugares más céntricos de la ciudad. En 1857 se produce en la ciudad la revolución del estereóscopo o fotografía estereoscópica y Lorichon amplia su repertorio a fotografías en “… papel, marfil, hule, lienzo, cristal, plancha metálica, y estereóscopo”. El hijo, Eugenio, fallece en Málaga el 14 de septiembre de 1859 de “tisis”, esto es, tuberculosis. En 1860 Enrique viaja a Murcia y en 1861 se le encuentra en Santander, en ambas ciudades asociado con Planchard; se desconoce su destino ulterior, aunque sí se sabe que la viuda de Eugenio, Joaquina Mayol Bazo (o Madama Lorichon), continuó con el taller de Málaga cinco años antes de traspasarlo a otro fotógrafo francés en enero de 1865, Edmundo Mulchor, quien, al año siguiente, lo traspasó a su vez al malagueño Joaquín Sánchez.